# Rainer Greschik
Rainer Greschik (* 23. August 1943 in Hohenlinde bei Beuthen, Provinz Oberschlesien; † 23. Januar 2023 in Berlin) war ein deutscher Architekt, der auch als Sammler afrikanischer Kunst hervortrat.

## Biografie

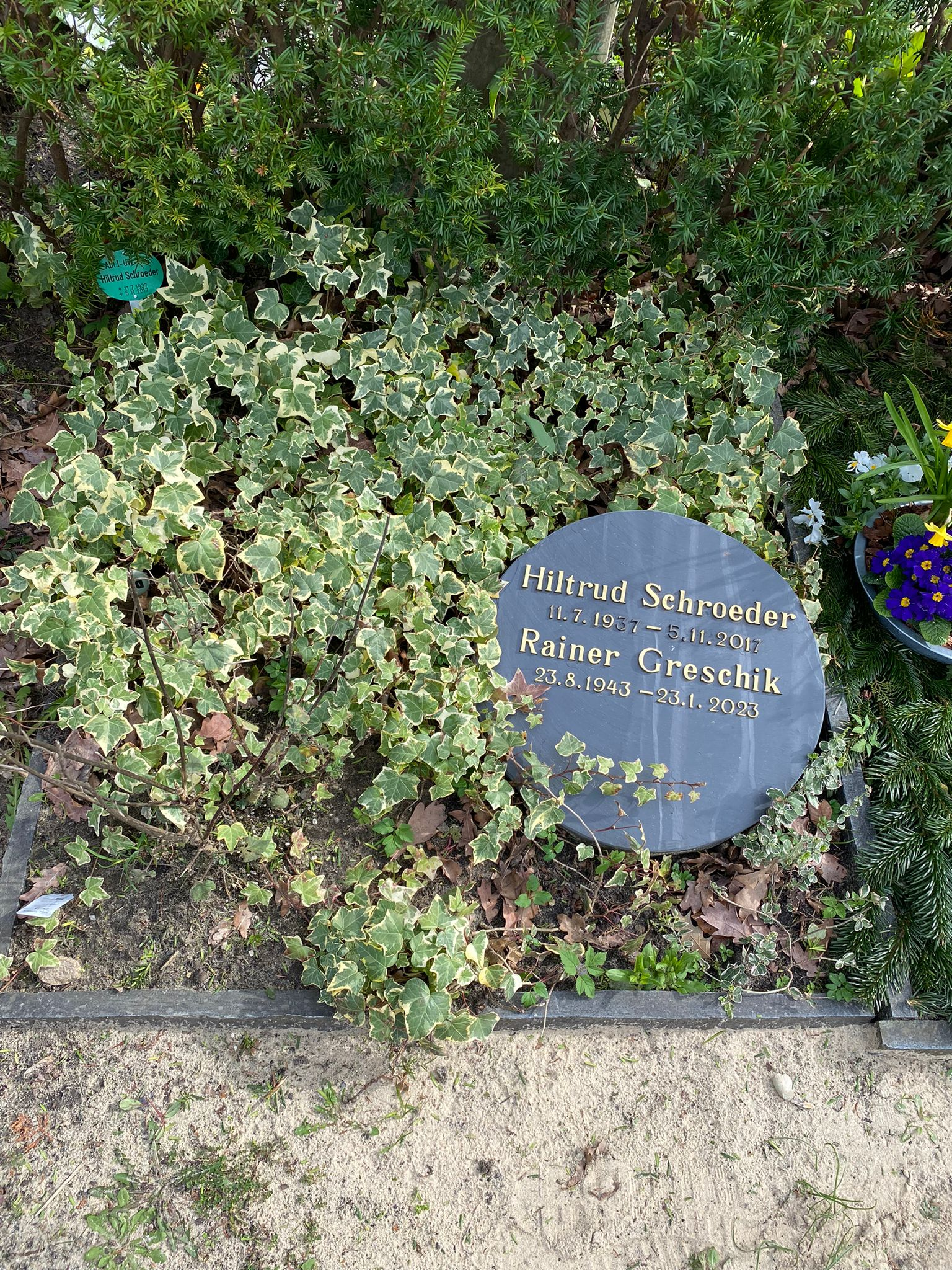
Grabstätte auf dem Friedhof Grunewald

Greschik wuchs in Baden-Württemberg auf. 1962, nach dem Abitur in Schopfheim, studierte er von 1964 bis 1970 Architektur an der Technischen Hochschule Berlin – unter anderem am Lehrstuhl von Werner Düttmann – und schloss als Diplom-Ingenieur ab. Er war verheiratet und hatte zwei Kinder. Er lebte und arbeitete in Berlin.
Er war Mitglied der Berliner Gesellschaft für Anthropologie, Ethnologie und Urgeschichte.
Rainer Greschik wurde auf dem Friedhof Grunewald (Abt I-UW-115A) beigesetzt. 

## Architekturbüro
Auf der Grundlage mehrerer erster Preise in Architektenwettbewerben erfolgte 1970 unmittelbar nach dem Studienabschluss gemeinsam mit Tilmann Kälberer und Peter Kuhlen die Gründung des Architekturbüros Greschik Kälberer Kuhlen (später GKK + Partner), das überregional zunächst mit der Planung von Schulzentren bzw. Gesamtschulen in Erscheinung trat. Ab dem Jahr 1975 erweiterte sich das Spektrum um die Planung von Verwaltungs- und Wohngebäuden sowie Krankenhäusern.

## Bauten und Entwürfe
- 1974: IGS Roderbruch in Hannover-Roderbruch

- 1976: Gesamtschule Kikweg in Düsseldorf-Eller
- 1985: Wohnbebauung Kantstraße / Uhlandstraße in Berlin-Charlottenburg
- 1986: Landesarbeitsamt München
- 1989: Franziskus-Krankenhaus in Berlin-Tiergarten
- 1994: Verwaltungsgebäude der Gagfah in Berlin-Wilmersdorf
- 1997: Sporthalle an der Grüntaler Straße in Berlin-Wedding[5]
- 1997: Reha-Klinik Sommerfeld, Landkreis Oberhavel
- 2004/2012: Sanierung und Erweiterung der Hellmuth-Ulrici-Klinik in Sommerfeld

## Sammlung: Skulpturen der Lobi
1992 begann Rainer Greschik damit, sich mit der Kunst Afrikas zu befassen. Innerhalb dieses Interessengebiets konzentrierte er sich zunehmend auf die Ethnie der Lobi und trug durch Kauf auf dem internationalen Kunstmarkt in den folgenden Jahrzehnten eine mehrere Hundert Skulpturen umfassende Sammlung zusammen. Seit den späten 1990er Jahren stellte er Werke seiner Sammlung in mehreren Ausstellungen öffentlich aus. Dabei wurden auch Bezüge zur Kunst der Gegenwart hergestellt, z. B. bei der Ausstellung afrikanischer Skulpturen 1997 in der Galerie Seibert-Phillipen in Berlin zusammen mit Objekten der niederländischen Schmucksammlerin Ida Boelen van Geldern und im Jahre 2010/2011 mit Werken des Bildhauers Georg Seibert im Kunstkontor Hartmut Rampoldt in Berlin. Den Höhepunkt der bisherigen Ausstellungsprojekte stellt die international beachtete Ausstellung „Die Entdeckung des Individuums“ im Museum der städtischen Sammlungen im Zeughaus in der Lutherstadt Wittenberg von 2016/17 dar. Bei der Planung und Organisation der Ausstellung trat Greschik gemeinsam mit dem Ethnologen Nils Seethaler auch als Kurator in Erscheinung. Die Ausstellung trug wesentlich zur Profilierung des Museums als Forum außereuropäischer Kunst in Mitteldeutschland bei. Im Anschluss an die Ausstellung schenkte Greschik der Stadt eine Reihe von Skulpturen aus seiner Sammlung und setzte damit in Wittenberg die Tradition des Berliner Sammlers, Mäzens und Museumsgründers Julius Riemer fort.